# 斑皮鲫鱼藤
斑皮鲫鱼藤（学名：Secamone bonii）为夹竹桃科鲫鱼藤属的植物，是中国的特有植物。分布于越南以及中国大陆的海南等地，生长于海拔40米至200米的地区，多生于低海拔杂木林中，目前尚未由人工引种栽培。